# 朱汝器
朱汝器（1555年—1639年），字偕之，號午台，浙江湖州府歸安縣匠籍，長興縣人，明朝政治人物。

## 生平
萬曆十三年（1585年）乙酉科浙江鄉試第四十二名舉人，十七年（1589年）己丑科三甲第八十二名進士。礼部觀政，八月授中書舍人，二十一年遷南京工部虞衡司主事，闢勳衛侵地，二十二年（1594年）任山西鄉試正考官，二十五年管理街道，本年升郎中，二十六年出為建寧府知府，三十年（1602年）九月升福建按察司副使、分巡興泉，三十二年考察調簡，三十三年調山東按察司副使，本年丁憂。三十六年（1608年）十一月補山西按察司副使、分巡河東，三十九年被降二级，辞官归乡。天啓三年（1623年）十月降補河南按察司僉事，四年調簡，致仕歸里，卒年八十餘歲。

## 家族
曾祖朱檳，寿官。祖父朱大用，府經歷。父朱鳴世，河间府知事、衡阳县丞。弟朱汝鰲，萬曆三十二年進士。堂兄朱鳳翔，同科進士。